# René de Prie
René de Prie (Touraine, 1451 - Evreux, 9 de setembro de 1519) foi um cardeal do século XVII.

## Primeiros anos
Nasceu em Touraine em 1451. Filho de Antoine de Prie, barão de Buzançais, e de Madeliene d'Ambois. Primo do Cardeal Georges I de Amboise (1498). Seu primeiro nome também consta como Reginaldo.

## Juventude
Com o favor e a proteção de seu primo, o cardeal, alcançou os cargos mais altos da igreja. Grande Arquidiácono de Bourges. Arquidiácono de Blois. Decano de Saint-Hilaire de Poitiers. Apostólico protonotário. Abade comendador de Landais, Loroux, Miseray, Notre-Dame de La Prée, Déols, Notre-Dame de Lyre, Micy, Issoudun. Esmoler real. Cedeu ao irmão Aimar sua parte na sucessão paterna.

## Episcopado
Eleito bispo de Bayeux, 3 de agosto de 1498 (1) ; tomou posse pelo procurador em 31 de outubro de 1498; e pessoalmente, 25 de março de 1499; celebrou um sínodo em 15 de abril de 1515; renunciou ao governo da sé em 24 de novembro de 1516. Consagrado (nenhuma informação encontrada). Assinado em Nantes o contrato de casamento do Rei de França e Ana da Bretanha em 8 de janeiro de 1499. Enviado a Étaples pelo Rei Luís XII de França para assinar um tratado com o Rei Henrique VII de Inglaterra, que foi concluído em 15 de janeiro de 1499 Foi prior de Layrac, Gasconha, em 20 de fevereiro de 1500. Acompanhou o rei Luís XII na expedição de Gênova e entrou com ele em Savona. Recebeu o título de barão de Précigny e da abadia de Déols em 20 de maio de 1506.

## Cardinalato
Criado cardeal sacerdote no consistório de 18 de dezembro de 1506; publicado em 17 de maio de 1507; recebeu o título de Santa Lúcia em Septisolio, 17 de maio de 1507; em 5 de agosto de 1507, recebeu o chapéu vermelho enviado pelo papa do cardeal Georges I d'Amboise, legado da Santa Sé na França, na igreja dos Dominicanos em Lyon. Enviado a Roma pelo rei da França em 1509. Optou pelo título de S. Vitale, em 7 de novembro de 1509. Após a prisão do cardeal François-Guillaume Castelnau de Clermont-Ludève, em 29 de junho de 1510, deixou Roma e ingressou na prelados apoiadores dos interesses do rei Luís XII. Acompanhou o rei francês na expedição a Milão em outubro de 1510, enquanto o monarca estava em guerra com o papa; o cardeal desobedeceu a uma proibição expressa do papa. Optou pelo título de S. Sabina, em 17 de março de 1511.(2) ; O cardeal de Prie, que na época residia em Milão, foi a Pisa para participar do concílio; em 10 de janeiro de 1512, escreveu à Universidade de Paris contra a obra do cardeal Tommaso Vio, OP, que atacava a doutrina de Jean Charlier de Gerson . Em 1512, tornou-se tutor de seus sobrinhos Gabriel e René de Prie. Também em 1512, recebeu a sé de Lectoure; ele a cedeu a Guillaume de Barton em 18 de agosto de 1513 em troca de este abandonar sua pretensão à sé de Limoges. Inelegível para participar do conclave de 1513, que elegeu Papa Leão 1514. Prior do mosteiro beneditino de Malpas, diocese de Lisieux, 21 de agosto de 1514. Nomeado bispo de Limoges, 18 de agosto de 1514; o capítulo da catedral o elegeu em 25 de novembro de 1510; tomou posse em 26 de setembro de 1514; renunciou ao governo da Sé em 5 de dezembro de 1516. Abençoou o casamento do rei Luís XII da França e da princesa Maria da Inglaterra em 14 de setembro de 1514 na igreja dos Celestins em Paris.
Morreu em Evreux em 9 de setembro de 1519, abadia de Notre-Dame de Lyre (3) , perto de Evreux na Normandia. Sepultado, segundo a sua vontade, na abadia cisterciense de Notre-Dame de la Prée, Bourges, junto ao túmulo de São Fauste